# Frnck
Frnck est une série d’aventure fantastique française créée par le dessinateur Brice Cossu, le scénariste Olivier Bocquet et le coloriste Yoann Guillo, prépubliée depuis le no 4092 en septembre 2016 dans le magazine Spirou et éditée en albums depuis mars 2017 par les éditions Dupuis.

## Description

### Synopsis
Sympathique et têtu, Franck a treize ans et a connu différentes familles d’accueil qui, à chaque fois, le renvoient vers le même orphelinat dont la directrice se désespère de le retrouver. Arrive un jour où les derniers parents adoptifs acceptent de le prendre malgré les dégâts rencontrés. Refusant ses nouveaux parents, il tente de fuguer en pleine nuit. Au même moment, il tombe sur le vieux jardinier de cet orphelinat qui, après une longue discussion sur le sujet de ses parents biologiques sans savoir si ces derniers sont vivants ou non, il avoue l’avoir trouvé à un an et demi dans la forêt d’Aiguevive. C’est là que le garçon va se rendre grâce au plan que lui avait passé le jardinier, en même temps qu’un pendentif, un grelot de coquillage. En chemin, espérant trouver des traces de ses parents, il tombe dans une clairière avec un panneau mentionné « Kavern Park ». Soudain apparaît un chien grognant qui le poursuit jusqu’à une caverne. Le jeunot, maladroitement, tombe dans un chariot en ferraille qui le mène à une chute libre au grand lac. Il ne sait pas nager. Il coule à pic. Le courant l’aspire et le fait sortir dans une grotte. Il tente de sortir jusqu’à la rencontre d’un « Tigre à dents de sabre » qu’il croit une simple créature tridimensionnelle. Il prend peur, court dans tous les sens et se trouve dehors devant un magnifique décor : la jungle. À l’instant, une étrange silhouette sur sa liane fonce vers lui, tout effrayé : c’est un homo sapiens qui se met à parler sans voyelles...

### Personnages
Franck « Frnck »Ce jeune orphelin du XXIe siècle à quitté son institution pour retrouver ses parents biologiques et s'est retrouvé propulsé en pleine préhistoire, où il a été adopté par une tribu.
KnzKenza meilleure amie de Franck et sa compagne d'aventure. Ses parents sont morts il y a des années, lors d'une charge de Mammouths. : Elle a été conçue au XXe siècle, mais est née à la préhistoire, après que ses parents ont voyagé dans le temps malgré eux, avec tous les passagers d'un avion de ligne. Quand elle était petite, ses parents ont fui la dictature d'Isaac Kraus en l'emmenant avec eux.: Après leur mort, elle a été adoptée par la même tribu que Franck. Elle est devenue sa meilleur amie (et plus dans le tome 9 "Apocalypse") et une allié indéfectible.

#### Jstn et Grrr (Justine et Gérard)
Ce véritable couple préhistorique a plus ou moins adopté Franck à son arrivée. Dans la douleur puisque, peu de temps après, leur bébé Gargouille a été propulsé au XXIe siècle (mais dans le tome 4 « L'éruption » on apprend que Gargouille et Franck ne sont qu'une seul et même personne).: Franck leur a appris les voyelles mais Gérard continue à avoir du mal avec la conjugaison.: 
Jnprr: 
Jean-Pierre, « à l’âge de pierre » ce qui tombe bien vu l'époque.
BrgttBrigitte
MtrcbMètre-cube, c'est un membre de la bande de Léonard. Il est physiquement très fort, mais aussi très bête et ne parle pas.
LnrdLéonard est le chef de sa propre tribu, composée de lui-même, Chipolata et Mètre-cube. Il est très intéressé par les objets « magiques » de Franck tels son téléphone, son couteau suisse ou des pièces de monnaie. Dans le tome 4, il se lie d'amitié avec le bébé Gargouille et on apprend qu'il sera le jardinier de l'orphelinat où grandira Franck (où il se fera appeler Léon). À la fin du tome, il plonge, avec Gargouille, dans le lac où est arrivé Franck sur les instructions de ce dernier pour les sauver de l'éruption du volcan d'Haltefou qui allait les condamner à une mort certaine.
ChpltChipolata, elle fait partie de la tribu de Léonard depuis que ce dernier l'a sauvé des cannibales. Au début du tome 5, elle n'est pas satisfaite de l'explication de Franck sur la disparition de Léonard et juge donc Franck comme responsable de la mort de celui qu'elle considérait comme étant son meilleur ami. Elle devient cheffe de la tribu des cannibales après avoir tué et mangé l'ancienne cheffe de tribu qui se trouvait être sa mère.: Il semblerait que le prénom "Chapelet" conviendrait également. :
Anoukis et FranciscoDans les années 1970, ce jeune couple découvre dans une grotte le smartphone de Franck et son message de détresse. ils décident de le sauver. mais seul Francisco parvient à faire le voyage temporel.: Coincé dans la préhistoire, il ignore ce qu'est devenue Anoukis... Mais après des années de survie dans une nature hostile, au milieu de sauvages sanguinaires et d'animaux mortels, il la retrouve enfin - c'est elle qui la retrouve, en fait. Elle est maintenant beaucoup plus âgée que lui.
Isaac Kraus
Dans les années 1970, il a tenté de s'approprier la découverte d'Anoukis et Francisco pour devenir célèbre.: Il est arrivé en même temps que Francisco dans la préhistoire, où il est devenu le dictateur d'une tribu constitué par les rescapés de l'accident de l'avion où se trouvaient les parents de Kenza.

### Animaux
Iihaa
Le singe de la tribu, elle est aussi la "mère" de Gérard. Mais elle meurt à la fin du troisième tome ''Le Sacrifice" à cause d'une microbe du XXIe Siècle.
Moumoute/l'Animal Moche
Un bébé mammouth, que Franck a rencontré dans le tome 3 et nommé "Animal Moche" alors qu'il "apprenait" à chasser. L'ayant épargné, moumoute sauvera à son tour Franck lorsqu'il sera capturé par Mètre-Cube et restera à ses côtés jusqu'à la fin de l'album où il retrouvera sa mère.
Il réapparaitra dans le tome 9, où il recevra le nom de Moumoute par Kenza. Il réussira a traverser la faille temporelle qui mène au XXIe siècle, comme beaucoup d'autres animaux préhistoriques, dont sa mère.

### Clins d’œil
Dans le début du Tome 5 (cases 2 et 5), dans l'un des dortoirs de l'orphelinat de Haltefou, on peut observer une peluche Marsupilami, et une lampe de nuit ressemblant à Totoro.

## Analyse
Féru de bandes dessinées franco-belges depuis sa jeunesse, Olivier Bocquet a envie de retrouver un univers comme celui de Tintin, Spirou, Lanfeust et finalement créé un personnage qu’il avait déjà en tête, « un vrai héros, vivant des aventures teintées d'humour et portant tout ça sur ses épaules », rare dans la bande dessinée de nos jours.

## Postérité

### Accueil critique
Marie Moinard du magazine dBD fait savoir que « cette nouvelle série, c'est le must pour démarrer l'année ! ». Stéphane Rossi de La Provence souligne « dynamique et drôle, Frnck est une belle nouveauté ». Pour la radio Pure FM, c’est « de la BD pour adolescents de qualité : une belle réussite ! ». Quant à L’Avenir, c’est « universel et drôlement bien fichu » et à Maxx, « cette nouvelle série commence très fort ».

## Publication

### Revue
SpirouTout commence par des strips entre les no 4092 du 14 septembre 2016 et no 4099 du 2 novembre 2016,, avant de retrouver les aventures « à suivre » Le Début du commencement publiée entre les no 4101 du 16 novembre 2016 et no 4109 du 11 janvier 2017,. Six mois plus tard, Le Baptême du feu apparaît dans les no 4132 du 21 juin 2017 jusqu’au no 4138 du 2 août 2017. Trois mois et demi plus tard, il revient dans Le Sacrifice au no 4154 du 22 novembre 2017.

### Albums

#### Cycle 1
- 1 Le Début du commencement, Dupuis, « Tout public », mars 2017
Scénario : Olivier Bocquet - Dessin : Brice Cossu - Couleurs : Yoann Guillo - (ISBN 978-2-8001-6743-5)
- 2 Le Baptême du feu, Dupuis, « Tout public », août 2017
Scénario : Olivier Bocquet - Dessin : Brice Cossu - Couleurs : Yoann Guillo - (ISBN 978-2-8001-6875-3)
- 3 Le Sacrifice, Dupuis, « Tout public », janvier 2018[8]
Scénario : Olivier Bocquet - Dessin : Brice Cossu - Couleurs : Yoann Guillo - (ISBN 978-2-8001-7048-0)
- 4 L’Éruption, Dupuis, « Tout public », août 2018[8]
Scénario : Olivier Bocquet - Dessin : Brice Cossu - Couleurs : Yoann Guillo - (ISBN 978-2-8001-7329-0)

#### Cycle 2
- 5 Cannibales, Dupuis, « Tout public », juin 2019
Scénario : Olivier Bocquet - Dessin : Brice Cossu - Couleurs : Yoann Guillo - (ISBN 979-1-0347-3210-4)
- 6 Dinosaures, Dupuis, « Tout public », janvier 2020
Scénario : Olivier Bocquet - Dessin : Brice Cossu - Couleurs : Yoann Guillo - (ISBN 979-1-0347-3692-8)
- 7 Prisonniers, Dupuis, « Tout public », septembre 2020
Scénario : Olivier Bocquet - Dessin : Brice Cossu - Couleurs : Yoann Guillo -  (ISBN 979-1-03474-907-2)
- 8 Exode, Dupuis, « Tout public », avril 2022
Scénario : Olivier Bocquet - Dessin : Brice Cossu - Couleurs : Yoann Guillo -  (ISBN 979-1-03475-442-7)